# شکار تعقیبی

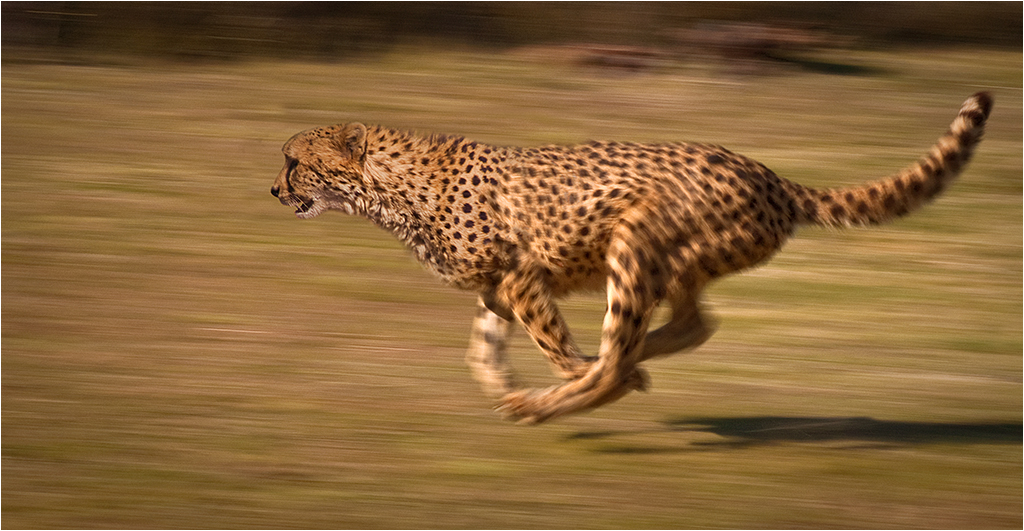
یک یوزپلنگ در حال نمایش شکار تعقیب و گریز

شکار تعقیبی یا شکار تعقیب و گریز (به انگلیسی: Pursuit predation)، نوعی شکار است که در آن شکارگران به صورت انفرادی یا گروهی به‌طور فعال شکار خود را تعقیب می‌کنند. این یک استراتژی جایگزین برای شکار به شیوهٔ کمین کردن است - شکارچیان تعقیب کننده برای گرفتن طعمه به سرعت، استقامت و/یا کار گروهی بیشتر تکیه می‌کنند، در حالی که شکارگران کمینی از پنهان‌کاری، اغوا کردن، استفاده از محیط پیرامون و عنصر غافلگیری برای گرفتن طعمه استفاده می‌کنند. در حالی که این دو الگوی شکار متقابل نیستند، تفاوت‌های ریخت‌شناسی در طرح بدن یک موجود زنده می‌تواند یک سوگیری تکاملی به سود هر یک از انواع شکار ایجاد کند.

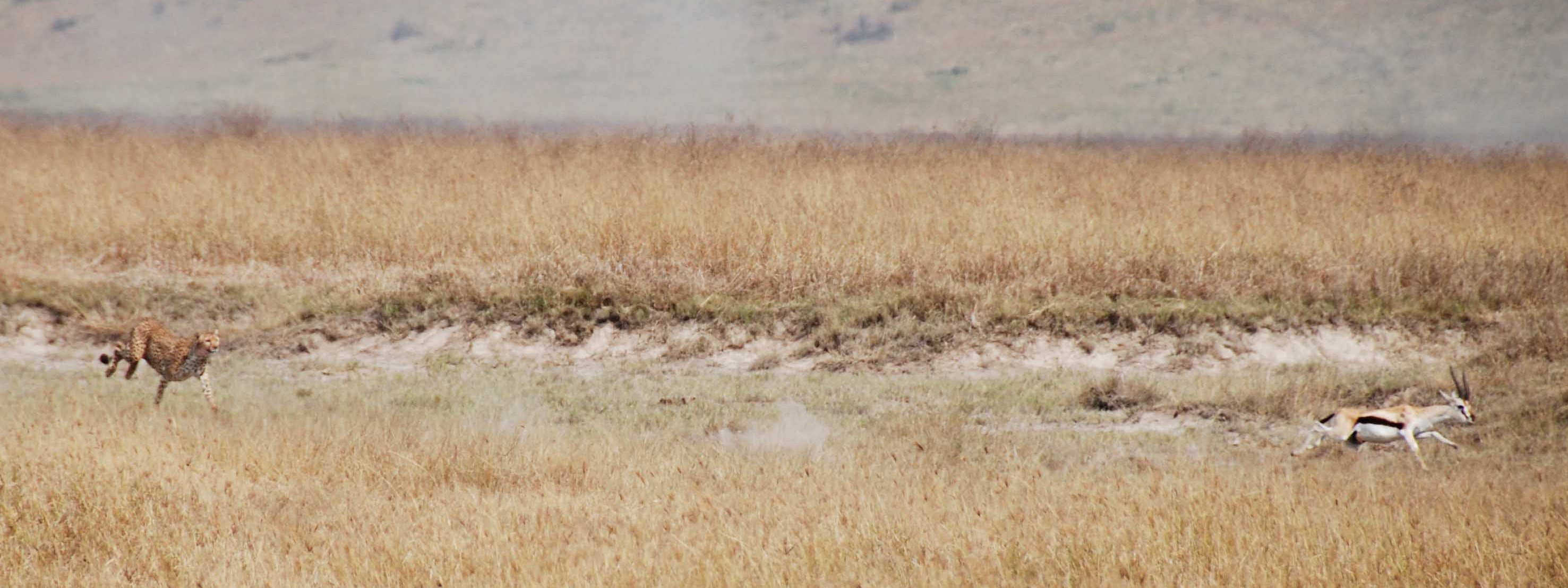
یوزپلنگ در حال تعقیب آهوی تامسون

شکار تعقیب و گریز، معمولاً در گونه‌های گوشت‌خوار در قلمرو جانوران، مانند یوزپلنگ، شیر، گرگ و گونه‌های اولیه انسان دیده می‌شود. تعقیب را می‌توان یا توسط شکارچی آغاز کرد، یا اگر شکار از حضور شکارچی آگاه شد و پیش از نزدیک شدن شکارچی تلاش کرد تا فرار کند. تعقیب و گریز زمانی به پایان می‌رسد که شکارچی با موفقیت به شکار برسد و با آن برخورد کند، یا زمانی که شکارچی پس از اینکه طعمه از او پیشی گرفته و فرار کرد، تلاش خود را رها کند.
یک شکل خاص از شکار تعقیب و گریز، شکار خستگی‌ناپذیر است که در آن شکارچی به آرامی اما مداوم طعمه را تعقیب می‌کند تا با خستگی یا گرمازدگی بیش از حد آن را از بین ببرد. برخی از جانوران نمونه‌هایی از هر دو نوع تعقیب را دارند.

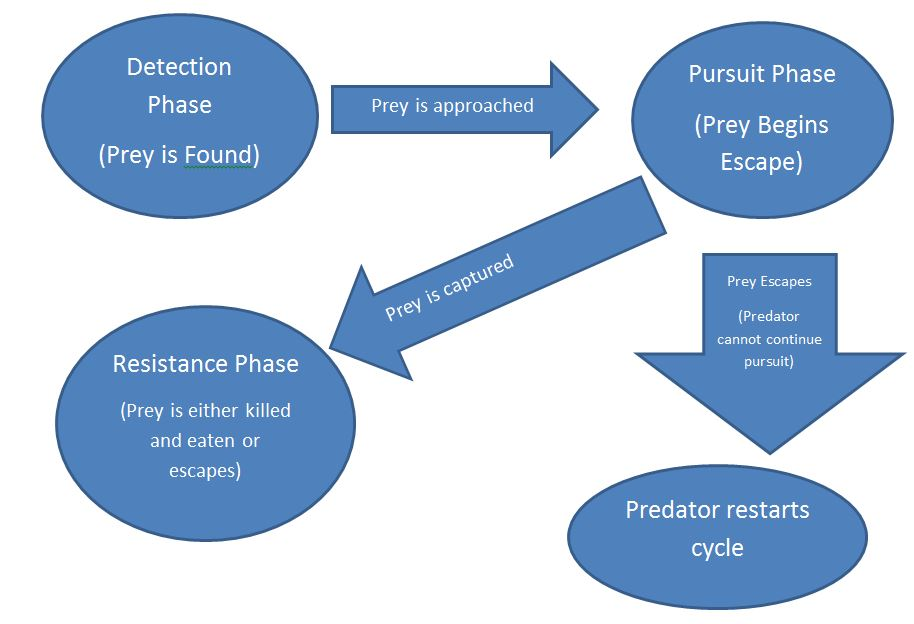
مراحل شکار تعقیبی

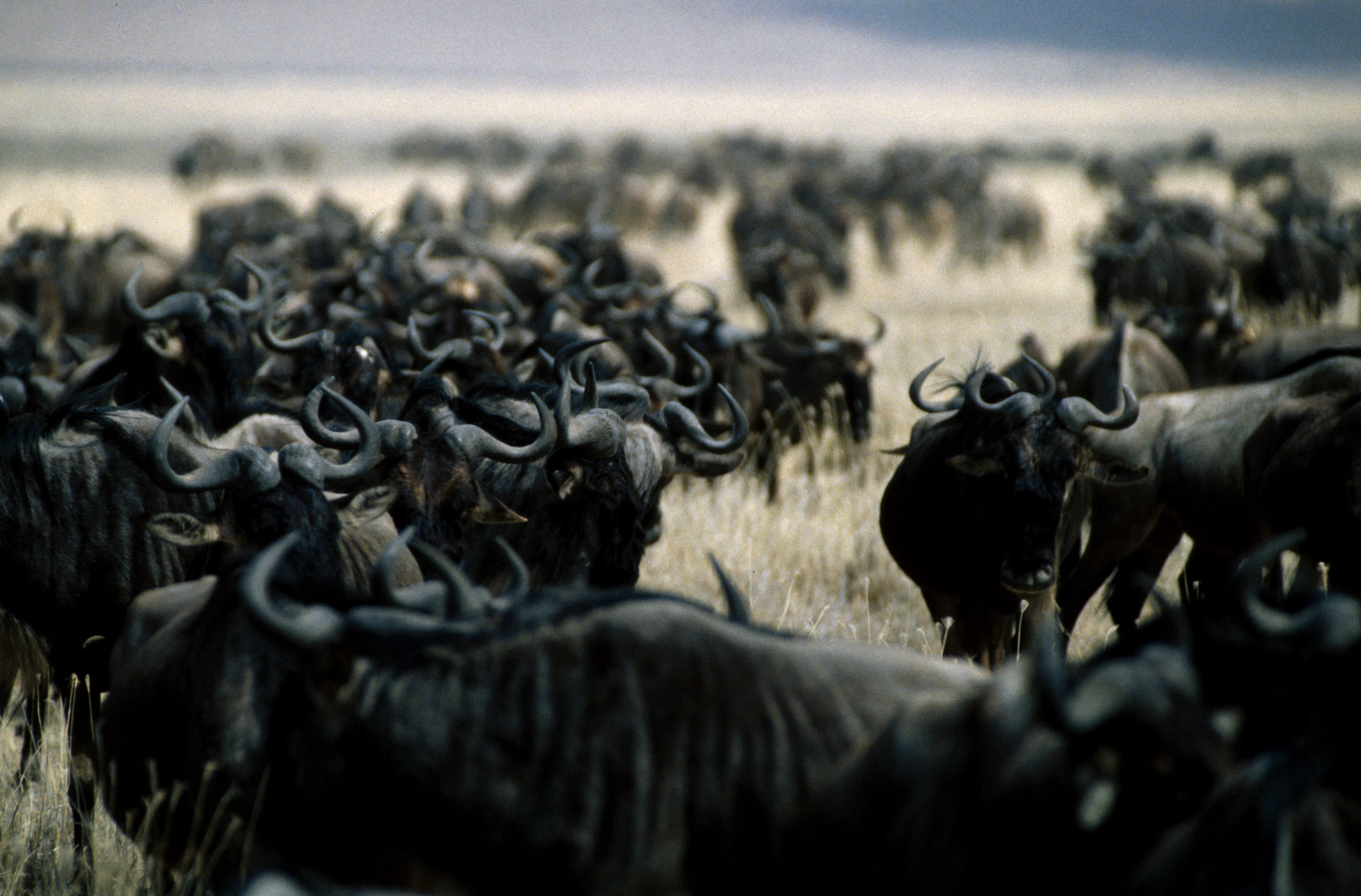
گاو یالدار آفریقایی در گله، تفاوت کمی بین افراد نشان می‌دهد (درجه کم از غیرعادی بودن)

## جستارهای بیشتر
- شکار کمینی